# NGC 6777
NGC 6777 је двојна звезда у сазвежђу Паун која се налази на NGC листи објеката дубоког неба.
Деклинација објекта је - 71° 27' 52" а ректасцензија 19h 26m 32,0s. Привидна величина (магнитуда) објекта NGC 6777 износи 14,1 а фотографска магнитуда 7,7. NGC 6777 је још познат и под ознакама ESO 72-**15, SAO 257685 & 25768, = N 6752?.